# 岩山光男
岩山光男（いわやま みつお、1927年11月 - 2006年1月16日）は日本の社会事業家、鍼灸師、編集者。視覚障害当事者として名古屋ライトハウス点字図書館を創設。

## 来歴
愛知県名古屋市瑞穂区に生まれる。
1938（昭和13）年、満10歳で愛知県立盲学校初等部に入学。
第二次世界大戦中は日本点字図書館から郵送で借りた明石海人の『白描』を指で読みながらB29の爆音から心を守り精神的飢餓を補っていた。1948（昭和23）年、20歳で4年制の愛知県立盲学校旧制中等部を卒業。
社会に出てマッサージ師として患者を治療する傍ら、南山大学教授の神父が視覚障害者に布教を始めた名古屋のカトリック教会に通う中で、学問を続けたいという気持ちが芽生え、大学進学を決意。しかし、最終学歴が中学校卒業のため、高等学校を卒業しなければ大学に進学できないというGHQ教育改革による旧制・新制学校の制度上の齟齬により、高校に進学して学位を得る必要性に岩山は気づく。
そんな中、1951年、23歳の時に愛知県立盲の角田猪太郎校長が大学進学を希望する岩山のために愛知県立名古屋盲学校高等部に普通科を設置し、在籍者1名の中教員陣から個別指導を受ける。受け入れ側の名古屋のカトリック教会の神父、送り出し側の名古屋盲学校の佐治克己校長の連携により、点字受験に合格。視覚障害学生への大学門戸開放がなされ、岩山は9年遅れで1954年、27歳で南山大学文学部教育学科に7期生として入学。視覚障害者に対する支援部局はなかったが、南山大学事務員や学友たちの点字教材の作成、就学権の保証により学位を取得。岩山はドイツ語が得意教科であり、成績1位を維持し続けた。所属サークルはカトリック思想研究会であり、卒業論文の墨字化はこの10人のメンバーたちが一章づつ交代で行った。南山大学在学中は家族を支えるため、マッサージ師治療院の患者の関係者を通して生徒を集め、中学生向けの英語塾を創立し、アルバイト生活を送り生活費に充てた。
佐治校長が大学卒後は教師の職を紹介すると岩山に進言したため彼は教員を志望し教育学科に進学したが、佐治が急な退職をしたため就職先がなくなり、戦後の視覚障害者の就労権獲得運動の最初期だった1950年代には学部卒の視覚障害者の能力を生かせる職場は見つからなかった。そのため、岩山は夜は大学時代と同じく塾講師として英語を教え、昼はマッサージ師としてのキャリアを再び開始する。
1960（昭和35）年5月3日、33歳でカトリック名古屋教区の司教座であるカトリック布池教会のバラックを間借りし、「明けの星声の図書館」を創設。この図書館はテープライブラリー（録音テープの図書館）であり、音声DAISYの先駆プロジェクトであった。資金面は国鉄（現・JR）名古屋駅職員、カトリック信徒たちのカンパが支えていた。1963年、名古屋ライトハウスの一部局となった。
1974（昭和49）年、47歳で長島愛生園（国立ハンセン病療養所）のハーモニカバンド「青い鳥楽団」・ラテン音楽トリオのロス・エルマーノスを招聘し「明日に生きる希望演奏会」を名古屋市民会館大ホールで開催、2000人分の席は満員となった。岩山は視覚障害者と重なりが多いハンセン病患者の支援に尽力していた。
1983（昭和58）年、56歳で名古屋ライトハウスの事業として、近藤正秋・阿佐博らとともに愛盲報恩会結成に参画。本会から、1993年、『道ひとすじ　昭和を生きた盲人たち』愛盲報恩会、あずさ書店、を刊行。ハンセン病・視覚障害者歌人である明石海人・市川四郎・小坂井桂次郎・早稲田大学政治経済・文学講義録を修了し点字投票運動を推進した長崎照義の伝記項目を分担執筆刊行。1985（昭和60）年、日本盲人社会福祉施設協議会の点字図書館部会長に就任。
名古屋ライトハウス点字図書館長・理事長に就任。愛知県立名古屋盲学校の校歌を作詞。黄綬褒章を受賞。視覚障害学生の大学進学を支援する当事者団体である文月会（現・日本盲人福祉研究会）の名古屋会場設営などへの協力、月刊 『視覚障害――その研究と情報』、社会福祉法人視覚障害者支援総合センター、の編集を行った。
2006年、肝臓がんのため78歳で帰天。カトリック南山教会で葬儀が行われた。